# Entrez
The Entrez Global Query Cross-Database Search System е мощна машина за търсене или уеб портал, който позволява на потребителите да търсят много дискретни бази данни за здравни науки в уебсайта на Националния център по биотехнологична информация (NCBI). NCBI е част от Националната библиотека по медицина (NLM), която само по себе си е отдел на Националния институт на здравеопазването (NIH), което от своя страна е част от Министерството на здравеопазването и човешките ресурси на САЩ. Entrez също се може да бъде второ лице множествено число (или официална) форма на френския глагол entrer („да влезе“), което означава, поканата „Ела!“.
Entrez Global е интегрирана системата за търсене и извличане, която осигурява достъп до всички бази данни едновременно с един низ на заявка и потребителски интерфейс. Entrez може ефективно да извличат сродни последователности, структури, както и референции. Entrez системата може да осигури изгледи на гени и протеинови последователности и хромозомни карти. Някои учебници са достъпни онлайн чрез системата Entrez.